# Setapak
Setapak est un mukim (division administrative) du district de Gombak dans le territoire fédéral de Kuala Lumpur en Malaisie.
C'est une des plus anciennes banlieues de Kuala Lumpur.

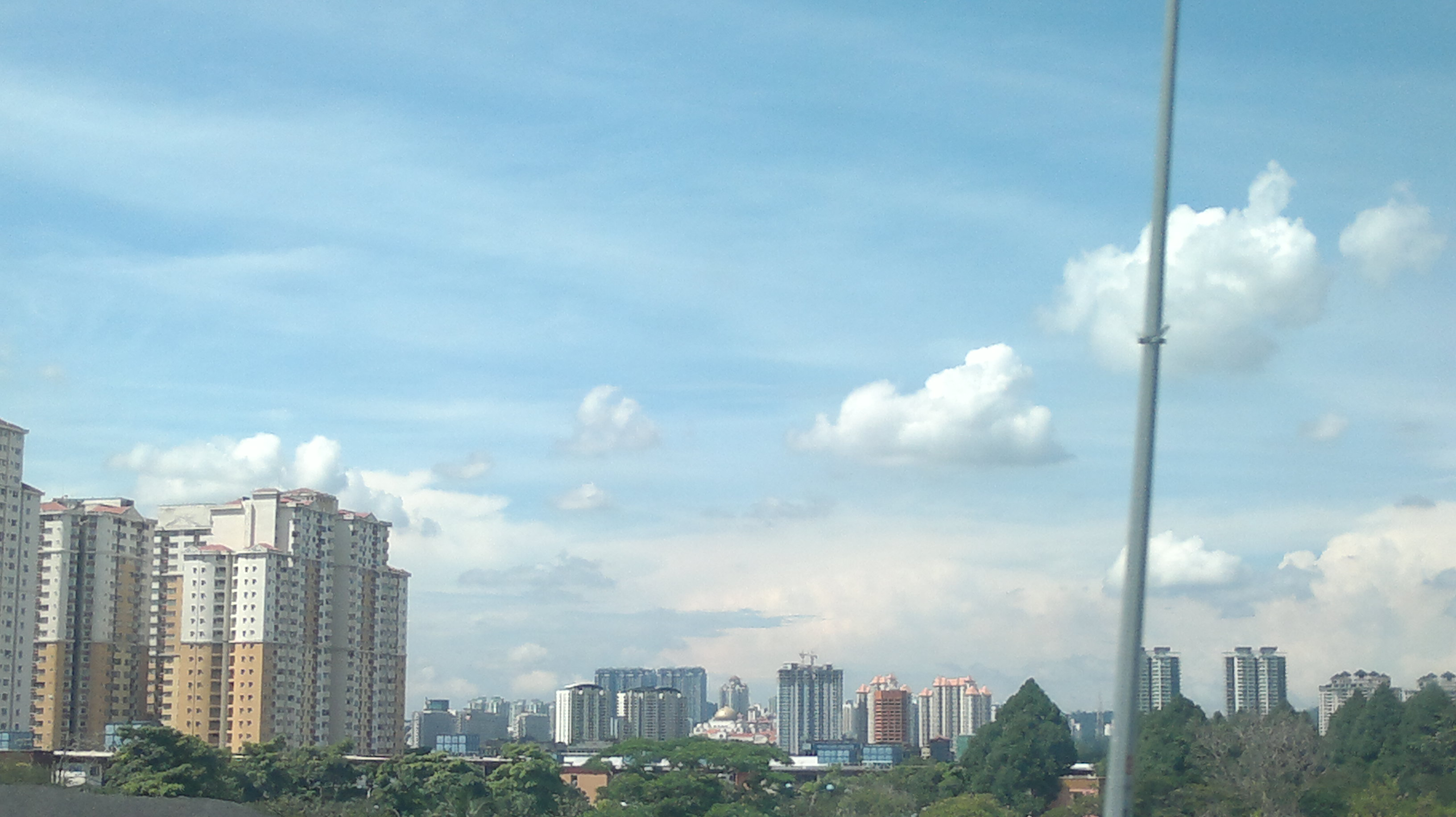
Setapak, Kuala Lumpur.